# Joachim von Delbrück
Ernst Wilhelm Felix Joachim Delbrück, ab 1916 von Delbrück (* 30. März 1886 in Tuchel in Westpreußen; † 1. August 1951 in München) war ein deutscher Schriftsteller, Kritiker und Herausgeber.

## Leben
Delbrück war der älteste Sohn des königlich preußischen Staatsministers Clemens von Delbrück (1856–1921) und der Meta Liedke (1857–1914). Clemens Delbrück war am 22. Mai 1916 in den erblichen preußischen Adelsstand erhoben worden (Wappenbrief vom 31. Juli 1916).
Er wuchs in Danzig auf und nahm zunächst in Kiel ein Jurastudium auf und studierte anschließend in München Geschichte, Literatur und Musik. In München war er ab 1908 als freier Schriftsteller tätig und veröffentlichte Dramen, Romane, Erzählungen und historische Abhandlungen. Eine Kurzbiographie über seinen Vater und Dokumente über dessen Tätigkeit im Ersten Weltkrieg sowie eine Reportage über das Leben von Bergleuten einschließlich einer tabellarischen Übersicht von Grubenunglücken gehörten ebenso zu seinen Sachbüchern wie das 1914 erschienene Buch der Schiffbrüche.
Zu seinen Romanen gehört Spiel in Moll über den Komponisten Chopin. Eine Lesung von drei Kapiteln aus diesem Werk veranlasste Thomas Mann am 29. Oktober 1918, Delbrück in seinem Tagebuch als „Esel“ zu bezeichnen; trotzdem erfuhr das Buch Verbreitung und wurde z. B. ins Niederländische übersetzt.
Außerdem trat er als Kritiker in Erscheinung und war in den 1920er Jahren häufiger an Rundfunksendungen beteiligt. Seit 1925 gehörte er dem Programmstab des Bayerischen Rundfunks an. Nach 1933 war er Intendant des Reichssenders München.
In erster Ehe heiratete Joachim Delbrück am 24. April 1909 in München Juliane Fallenbacher (* 16. Februar 1882 in Senftenberg, Niederlausitz, Brandenburg), die Tochter des Musiklehrers Alois Fallenbacher und der Maria Suchanek. Diese Ehe blieb kinderlos und wurde geschieden. In zweiter Ehe heiratete er am 16. Dezember 1924 in Essen Betty Limpio (* 6. September 1903 in Graudenz, Westpreußen; † 5. März 1953 in München), die Tochter des Bauunternehmers Johann Limpio und der Mathilde Schulz. Dieser Ehe entstammen eine Tochter und ein Sohn.
Zur selben Familie Delbrück gehören auch der Nobelpreisträger Max Delbrück und andere Persönlichkeiten.

## Werke

### Romane/Erzählungen
- Über den Feldern. München und Leipzig 1911.
- Variété. Ullstein-Verlag, Wien und Berlin 1916.
- Der Untergang des Postdampfers. Verlag Georg Müller, München 1916.
- Spiel in Moll. Ein Chopin-Roman. Ullstein-Verlag 1919 (die niederländische Ausgabe erschien (o. J.) unter dem Titel Chopins Levensroman. Met 12 afbeeldingen in Gravenhage)

### Sachbücher
- Der Tag ohne Licht. Sechs Monate unter Bergleuten. Berlin, Verlag für Kulturpolitik, 1928.
- Clemens von Delbrück. Ein Charakterbild. Verlag G. Stilke, Berlin 1922.

### Herausgeberschaften
- Das Buch der Schiffbrüche. Mit 10 Bildbeigaben von Wilhelm Thöny. Autoren: Holger Drachmann, Selma Lagerlöf, Charles Sealsfield, Edgar Allan Poe, Noble, Farrere, Friedrich Gerstäcker, Pierre Mille, Karl Hans Strobl, Pierre Loti, Daudet, Wilhelm Hauff. Verlag Georg Müller, München und Leipzig 1914.
- General Tod – Kriegsnovellen. Verlag Georg Müller, München 1915
- Der deutsche Krieg in Feldpostbriefen. 9 Bände, München 1915–1917
- Magnus J. von Crusenstolpe (Autor): Russische Hofgeschichten. Unter Benutzung zeitgenössischer Originaldokumente bearbeitet, eingeleitet und mit zahlreichen Anmerkungen herausgegeben von Joachim Delbrück. 4 Bände, Verlag Georg Müller, München 1917–1923.
- Heinrich Conrad (Hg.), Carl Eduard Vehse (Autor): Badische und hessische Hofgeschichten. Mit Anmerkungen und einem Nachwort von Joachim Delbrück, München 1922.
- Carl Eduard Vehse: Bayerische Hofgeschichten. Eingeleitet und mit Anmerkungen von Joachim Delbrück (Hg.), Verlag Georg Müller, München 1922.
- Friederike. Das Sesenheimer Idyll in Worten Goethes. Potsdam 1935
- Clemens von Delbrück: Die wirtschaftliche Mobilmachung in Deutschland 1914. Aus dem Nachlass herausgegeben, eingeleitet und ergänzt von seinem Sohn Joachim von Delbrück, Verlag für Kulturpolitik, 1924.